# 埃兰·阿尔姆奎斯特
埃兰·阿尔姆奎斯特（瑞典語：Erland Almkvist，1912年9月2日—1999年9月20日），瑞典男子帆船运动员。他曾代表瑞典参加1952年夏季奥林匹克运动会帆船比赛，获得一枚银牌。